# الیمپیو مورتسان
الیمپیو مورتسان (انگلیسی: Olimpiu Moruțan؛ زادهٔ ۲۵ آوریل ۱۹۹۹) بازیکن فوتبال اهل رومانی است.
از باشگاه‌هایی که در آن بازی کرده‌است می‌توان به باشگاه فوتبال پیزا، باشگاه فوتبال بوتوشانی، باشگاه فوتبال گالاتاسرای، باشگاه فوتبال استوا بخارست و باشگاه فوتبال یونیورسیتاتیا کلوژ اشاره کرد.
وی همچنین در تیم‌های ملی فوتبال زیر ۱۷ سال رومانی، زیر ۲۱ سال رومانی و رومانی بازی کرده‌است.